# Budne (Podlachie)
Pour les articles homonymes, voir Budne.
Budne est un village situé dans la gmina de Goniądz, dans le powiat de Mońki, dans la voïvodie de Podlachie au nord-est de la Pologne.

## Géographie

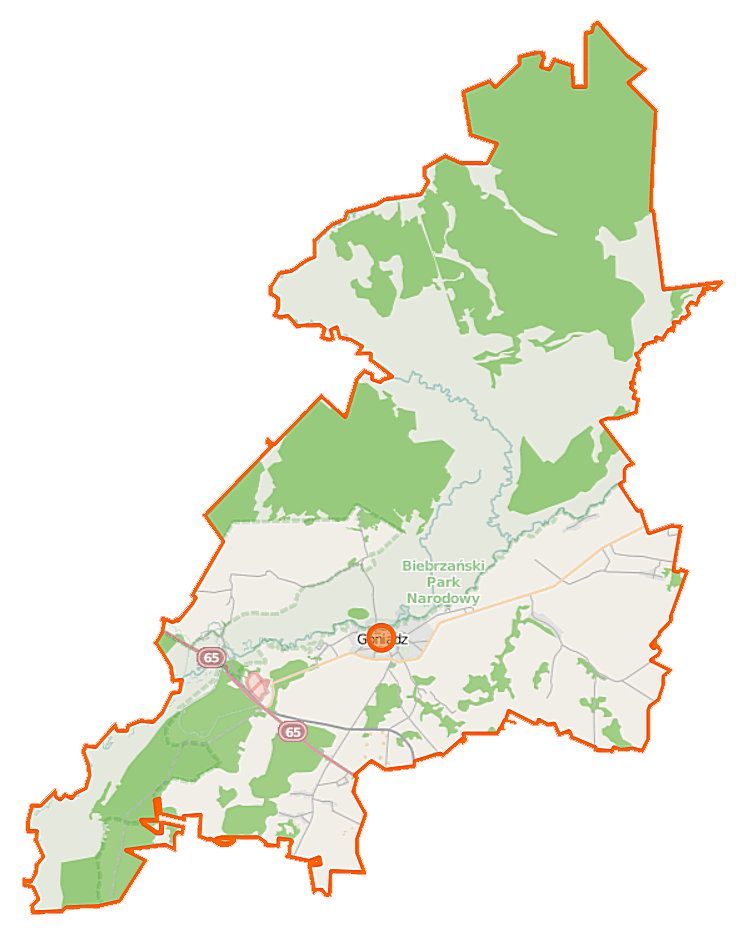
Carte de la gmina de Goniądz.